# Bilbao Arena
 (avril 2025).
Le Bilbao Arena est une salle omnisports située à Bilbao, dans la Communauté autonome basque, en Espagne.

## Événements
- Championnat d'Europe des 20 ans et moins 2011

## Galerie

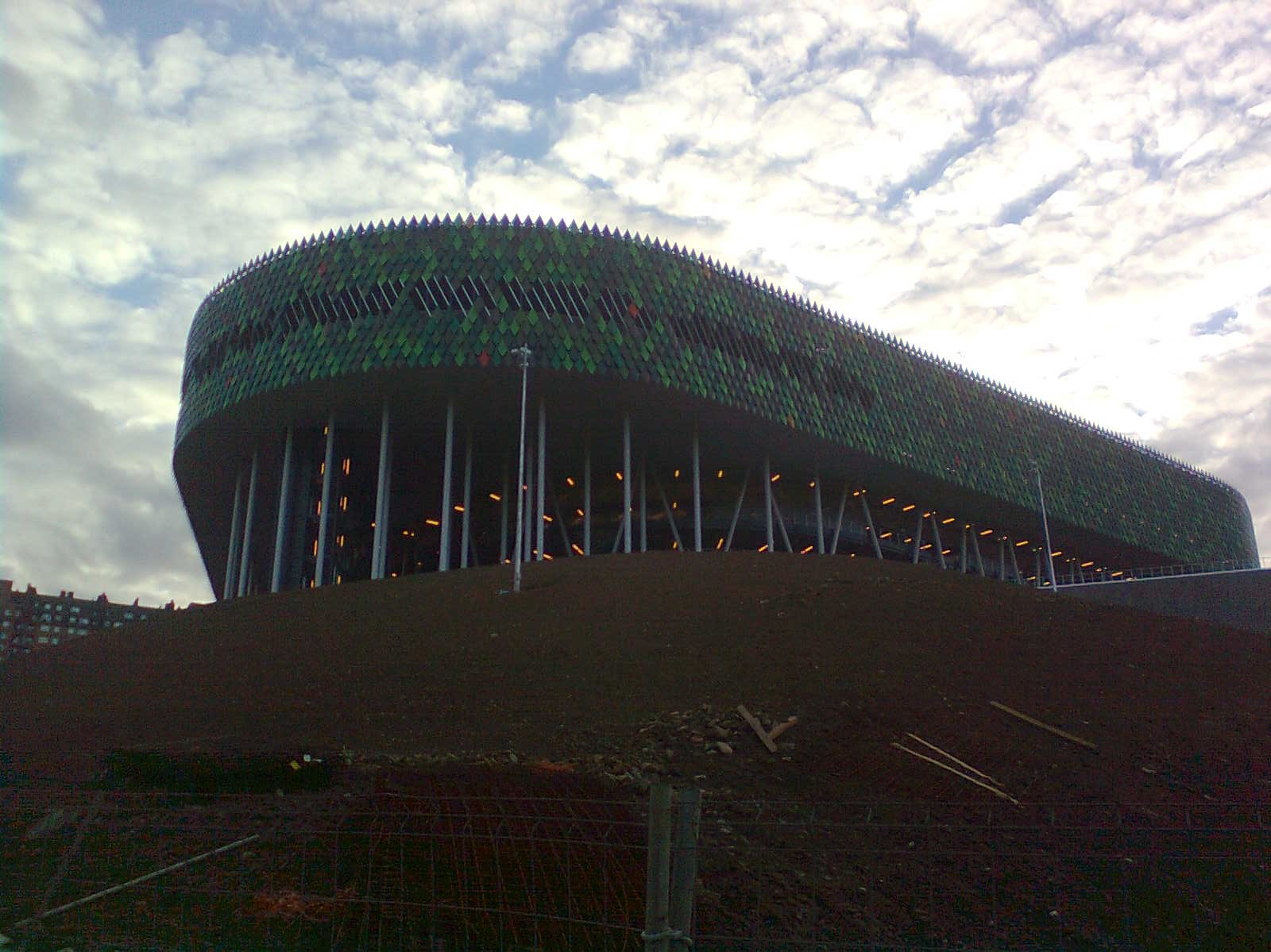
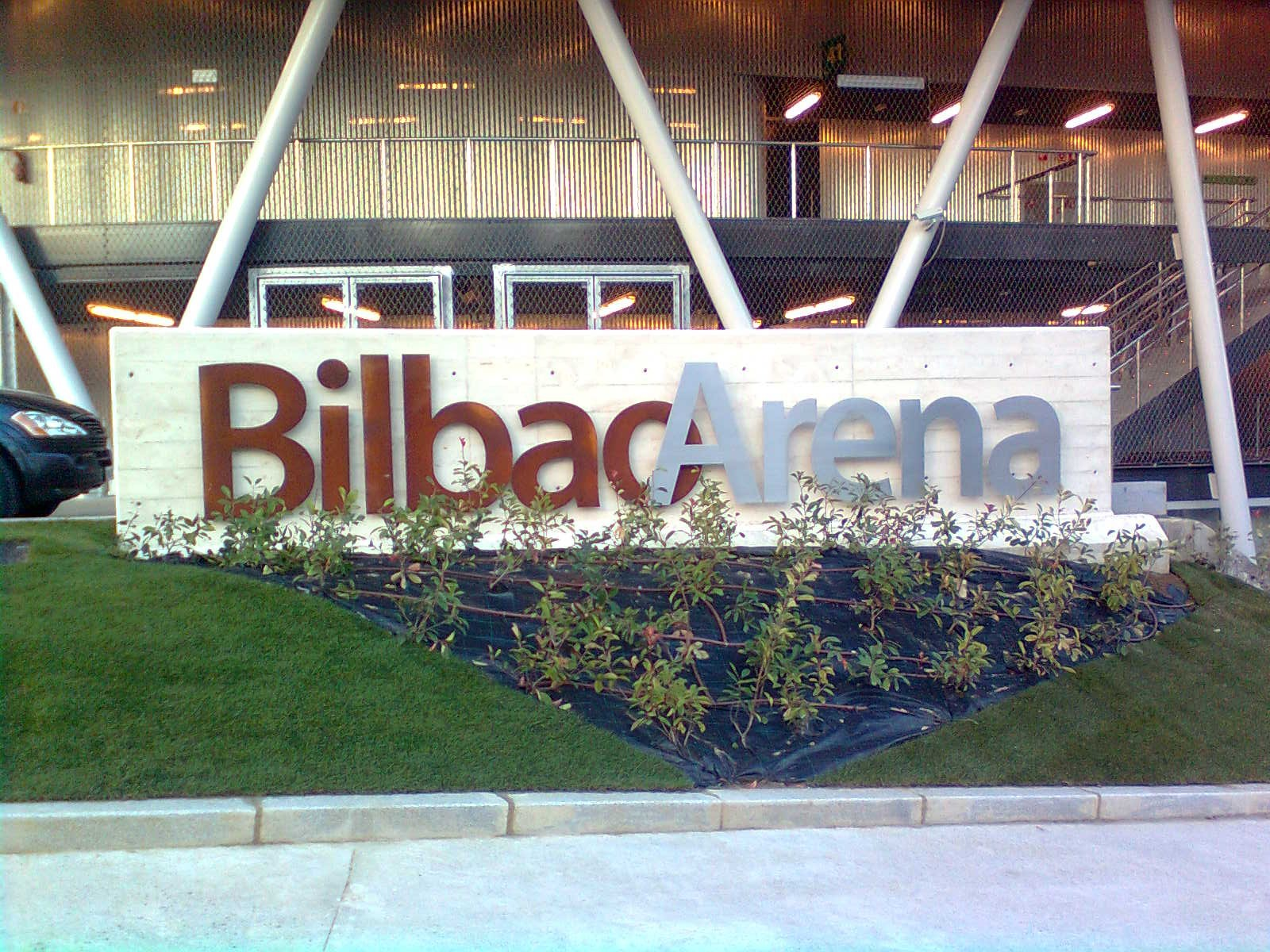